# شمشیرزن (کمیک)
شمشیرزن (به انگلیسی: Swordsman) با نام اصلی ژاک دوکین (به انگلیسی: Jacques Duquesne)، یک شخصیت تخیلی و ابرقهرمانانه در کتاب‌های کمیک مارول کامیکس می‌باشد. این کاراکتر به دست استن لی و دان هک خلق شده و در انتقام‌جویان شماره ۱۹ام (اوت ۱۹۶۵) معرفی شد.
تونی دالتون در سریال هاکای (۲۰۲۱) دنیای سینمایی مارول / دیزنی پلاس، گونه‌ای از این شخصیت را به تصویر می‌کشد که به جک دوکین تغییر نام داده است.
جدا از کتاب‌های کامیک، شرکت مارول از شمشیرزن در دیگر کالاهای خود از جمله پوشاک، اسباب‌بازی، ورق بازی، انیمیشن‌های تلویزیونی و بازی‌های رایانه‌ای استفاده کرده است.
او که ابتدا دشمن شاهین‌چشم و انتقام‌جویان بود و در گروه‌های تبه‌کارانه‌ای چون مأمورین شیطان، لژیون نازندگان و لژیون مرگبار عضویت داشت. اما بعدها متحول شده و به انتقام‌جویان پیوست.
شمشیرزن، استاد شمشیربازی است و از شمشیر خاصی استفاده می‌کند که می‌تواند انرژی‌های خاصی را شلیک کند.